# Messan Efoé
Messan Efoé (zm. 30 października 2020) – togijski piłkarz grający na pozycji defensywnego pomocnika. W swojej karierze grał w reprezentacji Togo.

## Kariera klubowa
W swojej karierze piłkarskiej Efoé grał w klubie Aiglons de Lomé.

## Kariera reprezentacyjna
W 1984 roku Efoé został powołany do reprezentacji Togo na Puchar Narodów Afryki 1984. Na tym turnieju zagrał w trzech meczach grupowych: z Wybrzeżem Kości Słoniowej (0:3), z Kamerunem (1:4) i z Egiptem (0:0).